# 齐基姆
齐基姆（希伯來語：זִקִם），是以色列南部區的一個基布茲。位於內蓋夫沙漠北部，隸屬於阿什克隆海岸地區議會管轄。2021年，人口為894人。

## 歷史

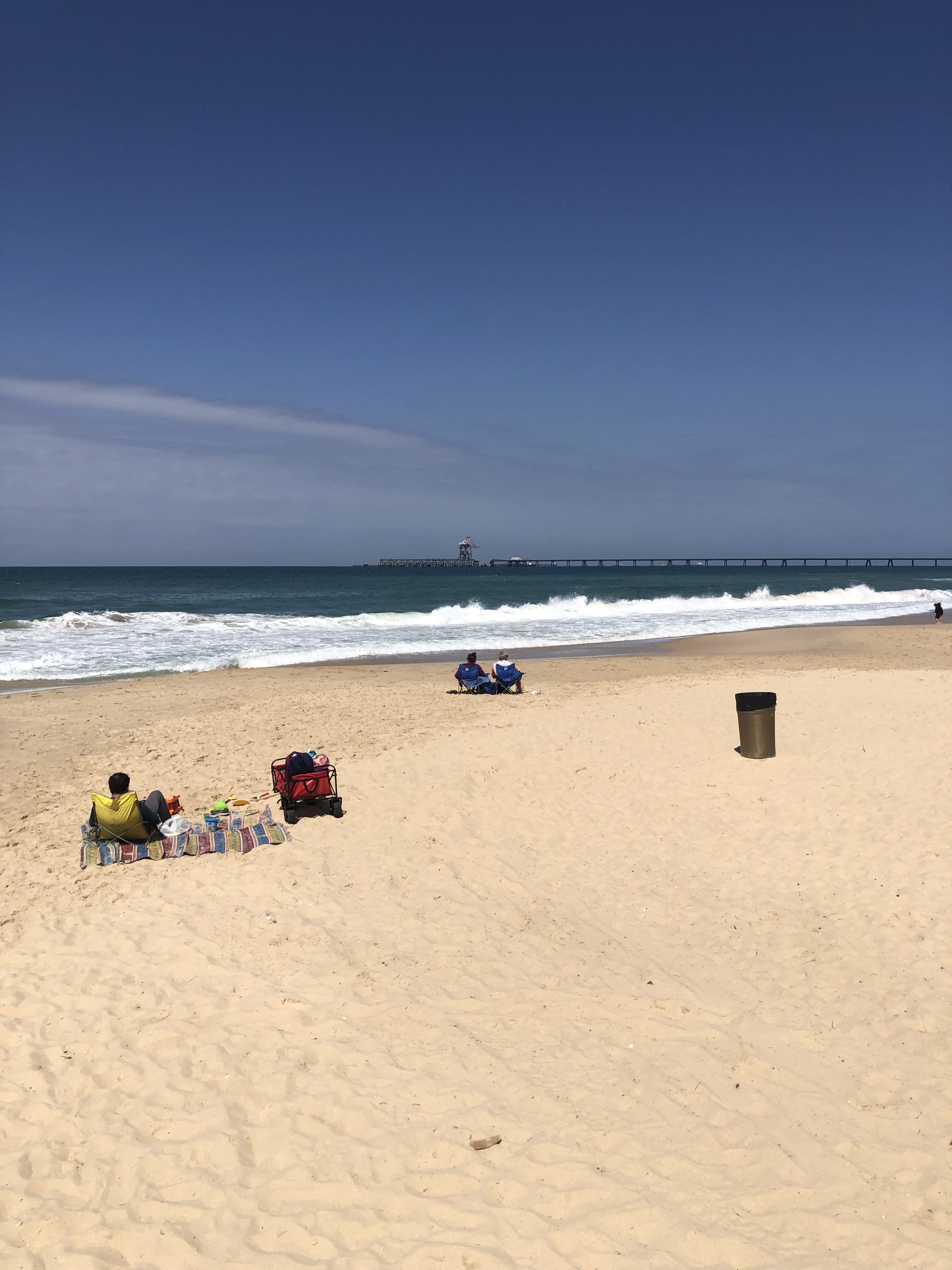
齐基姆沙灘

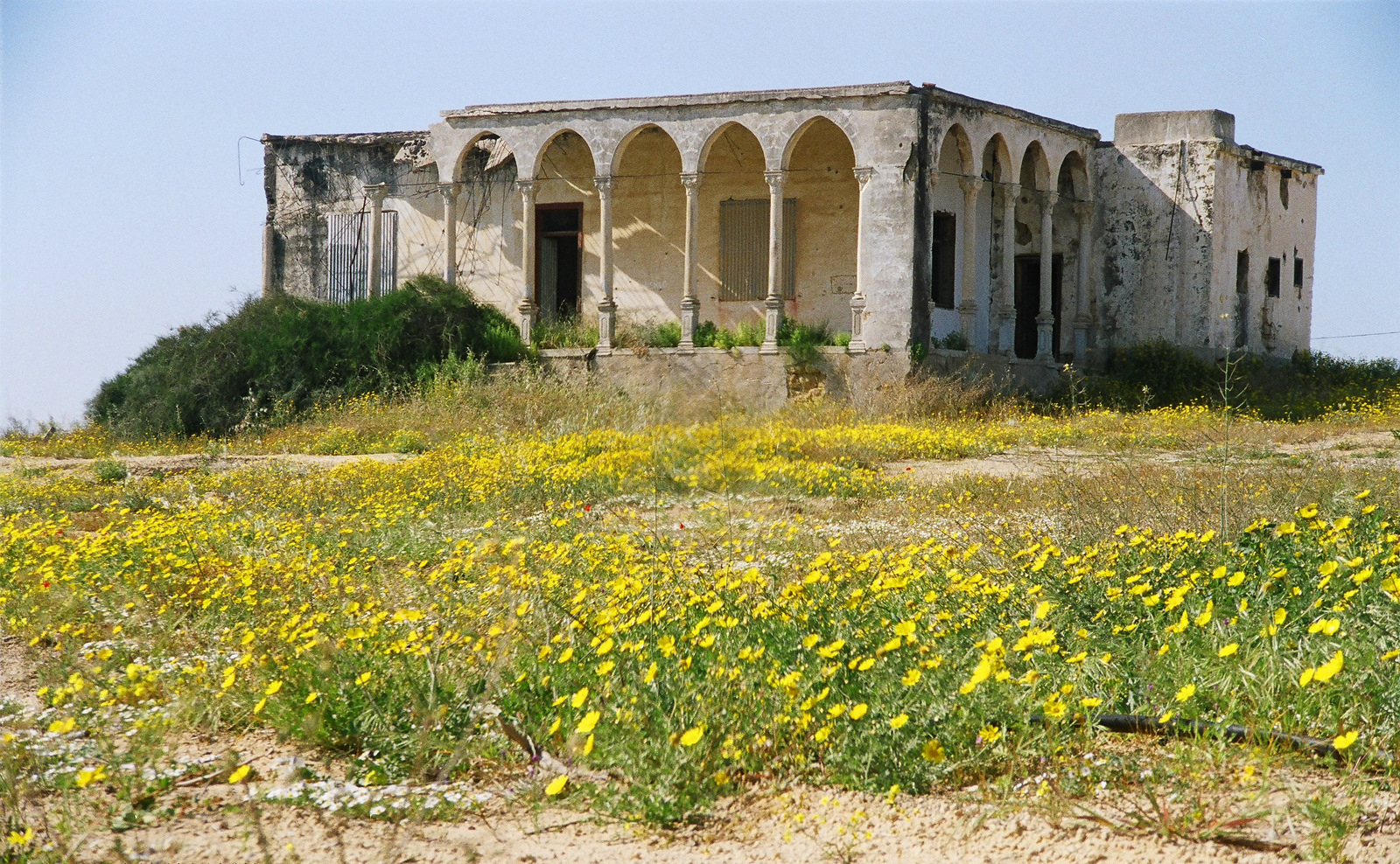
基布茲山上的老房子

該基布茲於1949年建立，其土地原屬於被清空的巴勒斯坦村莊希里比亞，建立者是一群年輕的羅馬尼亞猶太人，他們在1947年抵達英屬巴勒斯坦之前，都是屬於世俗派勞工錫安主義猶太青年運動青年衛士的成員。
那時候，猶太人在內蓋夫沙漠的定居點非常稀少，每一個新的地點都被視為是荒野中的一個「光點」（齐基姆）。後來成為一位以色列歷史學家的邁克爾·哈爾·塞戈爾，在羅馬尼亞因參加青年衛士的活動而被監禁時，想出了這個名字。他說他將俄羅斯詩人亞歷山大·普希金的一句詩翻譯成希伯來語：「火花迸兮必成焰。」
齐基姆吸引了來自世界各地的青年衛士成員，最新加入的是一些南美洲的人。英國演員鮑勃·霍斯金斯，雖然不是猶太人，但在1967年曾經在齐基姆當過志願者。
2006年，一枚卡桑火箭從加沙走廊北部發射，擊中了齐基姆基布茲一家床墊工廠。伊斯蘭聖戰組織聲稱對火箭攻擊負責 。2014年7月，5名巴勒斯坦武裝份子試圖經由齐基姆海灘進入以色列。他們被以色列國防軍的砲火所殺。
在2023年以色列—哈馬斯戰爭期間的齐基姆袭击中，以色列國防軍摧毀了哈馬斯登陸齐基姆的船隻，這場戰爭造成1000多名以色列人死亡。其中包括數百名手無寸鐵的公民。

## 經濟
齐基姆主要的農作物是芒果和牛油果。齐基姆還經營以色列最大的奶牛場之一。其主要的工業產品是聚氨酯，由基布茲的「Polyrit」工廠製造。

## 外部鏈結
- Official website （页面存档备份，存于） （希伯來語）